# مانويل بارتليت باوتيستا
مانويل بارتليت باوتيستا (بالإسبانية: Manuel Bartlett Bautista)‏ هو صحفي وقاضي ومحامي مكسيكي، ولد في 23 ديسمبر 1894 في Tenosique ‏ في المكسيك، وتوفي في 24 أبريل 1963 في مدينة مكسيكو في المكسيك.